# Felix Diu
Felix Diu Chun Hei (* 30. April 2000) ist ein chinesischer Sprinter, der international für Hongkong startet.

## Sportliche Laufbahn
Erste Erfahrungen bei internationalen Wettbewerben sammelte Felix Diu im Jahr 2023, als er bei den Asienspielen in Hangzhou mit der Hongkonger 4-mal-100-Meter-Staffel im Vorlauf disqualifiziert wurde. Im Jahr darauf nahm er dank einer Wildcard im 100-Meter-Lauf an den Olympischen Sommerspielen in Paris teil und schied dort mit 10,62 s in der Vorausscheidungsrunde aus.
2024 wurde Diu Hongkonger Meister im 100-Meter-Lauf.

## Persönliche Bestleistungen
- 100 Meter: 10,33 s (+0, m/s), 5. Mai 2024 in Hongkong